# Les Identitaires
Les Identitaires (în română Identitarienii), fostul Bloc Identitaire (în română Blocul Identitar), este o mișcare naționalistă identitară din Franța. Asemenea mișcării Nouvelle Droite, intelectualii o consideră în general drept o mișcare de extrema dreaptă sau o combinație sincretică de ideologii de pe întreg spectrul politic.
Gândirea politică a mișcării Les Identitaires conține elemente din diverse ideologii socialiste, din doctrina socială catolică, democrația directă, descentralizare regionalistă și conceptul lui Yann Fouere de „Europa a 100 de drapele”. Mai mult, grupul susține o politică externă antiamericană și antimusulmană, numind Statele Unite ale Americii și islamul drept cele două pericole imperialiste majore pentru Europa.
Aceasta a fost fondată în 2003 de către foști membri ai Unité Radicale și câțiva simpatizanți ai antisionismului și național bolșevismului. Printre membrii mișcării era Fabrice Robert, fost membru al Unité Radicale, fost reprezentant al Frontului Național și fost membru al Mouvement National Républicain, și Guillaume Luyt, fost membru al mișcării monarhiste Action Française, fost membru al Unité Radicale și fostul director al organizației de tineret al FN. Luyt susține că mișcarea Nouvelle Droite, în special lucrările lui Guillaume Faye, l-a influențat.
Aripa tânără al Blocului Identitar, numită în Franța Génération identitaire (în română Generația Identitară), s-a extins și în alte state europene la scurt timp după înființarea sa în 2012, inclusiv în Italia (Generazione Identitaria) și în Germania și Austria (Identitäre Bewegung). Alte aripi au apărut și în Republica Cehă, Olanda, Belgia, Slovenia, Ungaria, Marea Britanie și Irlanda. 
Mișcarea este considerată drept neofascistă, deși Les Identitaires resping această etichetă.

## Ideologie
Aceasta se opune „imperialismului, fie el american sau islamic” și susține ideea conspirativă a marii înlocuiri.
Blocul Identitar conduce agenția și website-ul Novopress care este asociați în majoritatea țărilor din Europa de Vest și America de Nord.

## Novopress
Novopress se prezintă drept o „agenție mass-media internațională” înființată de Fabrice Robert, liderul organizației naționaliste franceze Bloc Identitaire. Printre administratorii săi este Guillaume Luyt, fostul lider al Génération Nation. Patrick Gofman este unul dintre editorii secțiunii franceze a Novopress.info.
Novopress are articole pe subiecte naționaliste, antimusulmane și de extremă-dreapta.

## Controverse
Blocul Identitar a fost acuzat că distrubuie intenționat câteva feluri populare de supă care conține carne de porc cu scopul de a-i exclude pe evrei și musulmani în Strasbourg, Nisa, Paris și în Antwerp alături de Antwerpse Solidariteit. Aceste așa-numite „soupes identitaires” (în română supe identitare) au fost interzise de către prefectura Hau-Rhin în Strasbourg pe 21 ianuarie 2006 și descrise drept „discriminatorii și xenofobe” de către Catherine Trautmann într-o scrisoare trimisă comisiei antidiscriminare (i,e, HALDE) pe 19 ianuarie 2006.
Mișcarea etnoregionalistă a organizat și o campanie împotriva grupului de rap Sniper în 2003, campanie susținută și de Uniunea pentru o Mișcare Populară, fapt care a condus la anularea a câteva concerte. 200 de membri UMP, sub conducerea lui François Grosdidier, au încercat fără succes să cenzureze câteva formații de hip-hop. Sarkozy a criticat grupul muzical, iar pe membri i-a descris drept „golani care dezonorează Franța”.
În 2004, Blocul Identitar a organizat o campanie împotriva scriitorului italian Cesare Battisti, membru al grupării teroriste Proletarieni înarmați pentru Comunism, care era căutat în Italia pentru o asasinare comisă în timpul Anilor de Plumb. Battisti a acuzat ambasada italia drept „finanțatoarea” campaniei Blocului Identitar. Acesta a fost condamnat la închisoare pe viață în țara natală pentru 36 de capete de acuzare, inclusiv pentru participarea la patru crime. Guvernul francez va decide extrădarea sa în Italia, însă Battisti va scăpa și va primi azil politic în Brazilia.
În 2010, aceștia au organizat un protest „de rezistență în fața islamizării Franței” la Arcul de Triumf unde participanții consumau carne de porc și băuturi alcoolice. În noiembrie 2012, Generația Identitară, aripa de tineret a BI, a ocupat o moschee în Poitiers, locul unde Charles Martel i-a învins pe musulmani în bătălia de la Tours în 732. În iunie 2018, Facebook a interzis pagina Generația Identitară pentru încălcarea politicilor privitoare la publicarea de material extremist și care incită la ură.
În decembrie 2018, Al Jazeera a produs un documentar intitulat „Generation Hate” (în română Generația Ură) unde un jurnalist sub acoperire s-a infiltrat în grupul Generația Identitară. Materialul prezintă imagini cu membrii organizației în nordul orașului Lille în timp ce atacau și insultau tinerii migranți, militând pentru violență îndreptată împotriva musulmanilor și o presupusă legătură între Generația Identitară și Frontul Național. Acțiunile acestora au fost condamnate de primarul orașului Lille Martine Aubry și prefectul Michele Lalande; ambele au considerat cercetarea celor filmați pentru incitare la ură și închiderea La Citadelle, loc de întâlnire al membrilor organizației în Lille. Procurorul Thierry Pocquet Haut-Jussé a anunțat că s-a inițiat o investigație a activităților membrilor Generației Identitare.
Pe 11 iulie 2019, Biroul pentru Protecția Constituției (BfV) din Germania a clasificat oficial Mișcarea Identitară drept „o mișcare de extremă-dreapta care se împotrivește constituției liberal-democratice”. Noua clasificare îi va permite BfV-ului să utilizeze metode mai sofisticate de urmărire a activităților organizației. Mișcarea Identitară are în jur de 600 de membri în Germania.

## Proces
În august 2019, un tribunal francez i-a condamnat pe trei membri din Generația Identitară la șase luni de închisoare, plata unei sume de 2.000 euro fiecare și interzicerea unor drepturi pe o perioadă de cinci ani. În același timp, tribunalul a amendat organizația paneuropeană cu 75.000 euro pentru organizarea unei operațiuni antiimigrație în Alpi. Președintele organizației Clément Gandelin, purtătorul de cuvânt Romain Espino și Damien Lefèvre au fost găsiți vinovați.

## Dizolvare
Pe 3 martie 2021, Franța a interzis mișcarea identitară, ministrul de interne Gérald Darmanin declarând că mișcarea incită la „discriminare, ură și violență”. Cu câteva săptâmâni înainte, zeci de persoane au protestat în Paris împotriva dizolvării. În jur de 200 de persoane au participat la protest.